# Tasuku Honjo
Tasuku Honjo (japanska: 本庶 佑?, Honjo Tasuku), född 27 januari 1942 i Kyoto, är en japansk immunolog som 2018 tilldelades Nobelpriset i fysiologi eller medicin tillsammans med James P. Allison.

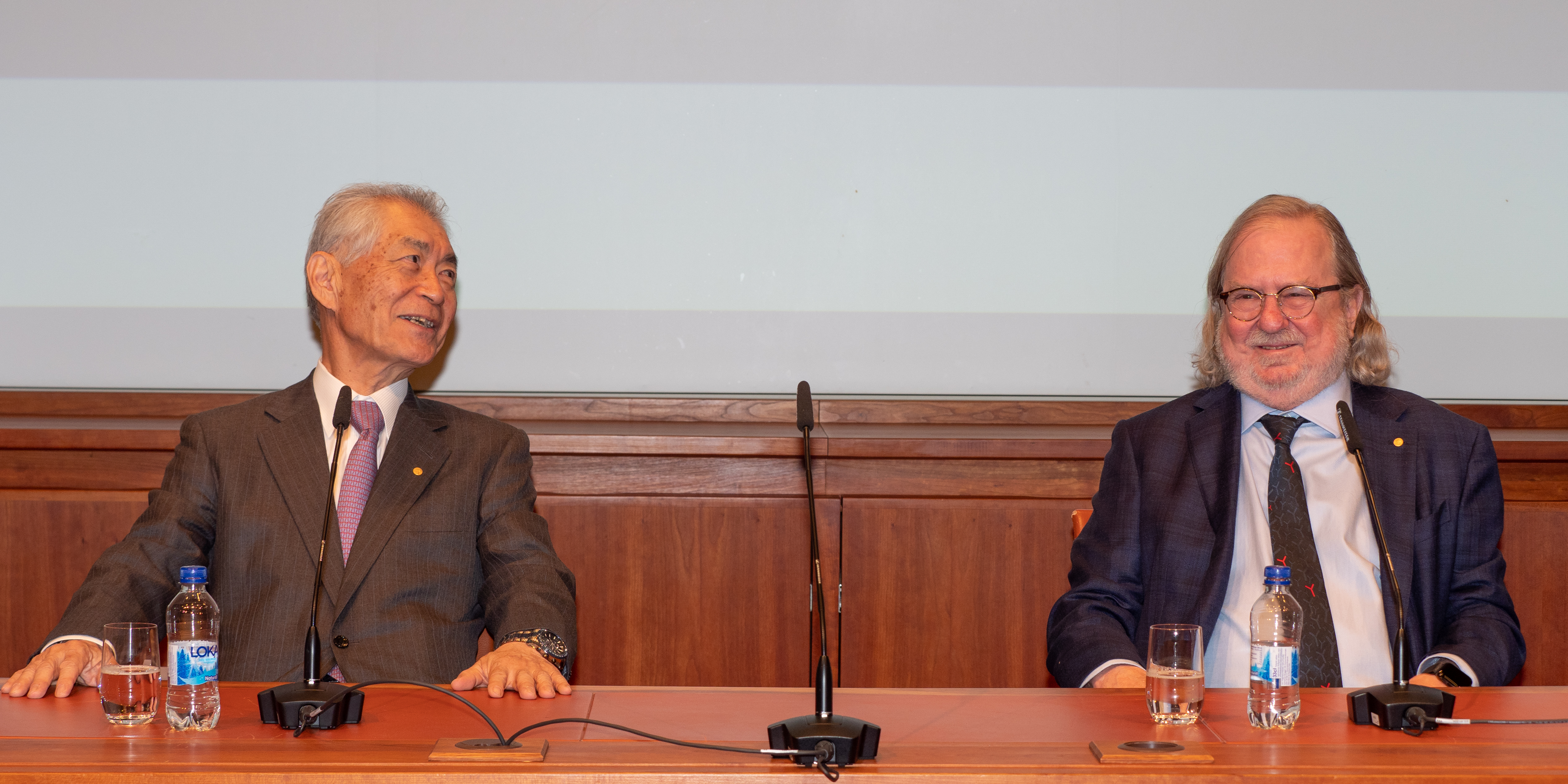
Tasuku Honjo och James P. Allison under Nobel presskonferens i Stockholm december 2018.